# Жељко Караула
Жељко Караула (Бјеловар, 26. јун 1973) хрватски је историчар и аутор.

## Каријера
Истражује новију југословенску и хрватску историју, а посебно се детаљно бави расвјетљавањем бројних питања везаних уз историју родног града и околних крајева. Истакнути је активиста у његовању хрватско-(ново)црногорских научно-културних вриједности. Аутор је монографије Мачекова војска, Хрватска национална омладина - ХАНАО, монографије о познатом хрватском економисти Рудолф Бићанић - Прилози за биографију, уредник и писац предговора Дневничких записа Алојзија Степинца 1934.-1945 - из архива УДБА-е и других научних књига. Завршио је студије историје и философије и доктор је историјских наука. Главни је уредник часописа Матице хрватске Дарувар Зборник Јанковић, члан ужег уредништва часописа Радови Завода за знанственоистраживачки и умјетнички рад ХАЗУ у Бјеловару, члан редакције часописа Гледишта са Цетиња (Црна Гора), као и члан уређивачког одбора часописа Врела огранка Матице хрватске Дарувар.

## Критика
Иако се Жељко Караула бави и црногорским темама, члан је редакције Цетињског часописа Гледишта, 2018. добитник двонедјељне стипендије Факултета за црногорски језик и књижевност са Цетиња (за истраживања у тамошњим архивима), сарадник ДАНУ... у чланку у којем је објавио писма Јована Сундечића бискупу Штросмајеру, показује елементарно непознавање историје православне цркве у Црној Гори, као ни познавање топонимије и старог племенског друштвеног уређења. Тако спомиње непостојећег црногорског патријарха, иако је Црна Гора имала и има само митрополита, а племе и област Грбаљ, назива селом у којем је рођен Митрофан Бан.